# 齊乙公
齊乙公（？—前933年），姜姓，名得，又称叔乙，齐国第三代君主，齊丁公之子。齊丁公嫡子季子本該受位，但讓位於其弟，自己食採於崔邑（今山東章丘西北），叔乙即位，是為齊乙公。

## 家庭
- 嫡長兄：季子，中国西周齐国国君齊丁公伋的嫡長子，姜太公的孙子。把君位讓给兄弟叔乙。以崔地为采邑，遂為崔氏。有一子为崔穆伯，穆伯之子为崔沃，崔沃之子为崔野，崔野八世孫崔夭之子为崔杼，崔杼為齊正卿。
- 子：齐癸公。

| 前任： 父齊丁公 | 齊國君主 前975年—前933年 | 繼任： 子齊癸公 |